# Wayne Rooney
Wayne Mark Rooney, angleški nogometaš in trener, * 24. oktober 1985, Croxteth, Liverpool, Anglija, Združeno kraljestvo.
Rooney je odraščal v Croxtethu v Liverpoolu, kjer je do leta 2002 obiskoval srednjo šolo. Njegov prestop iz Evertona v Manchester United, je še vedno eden izmed najbolj dragih prestopov mladih nogometašev v zgodovini nogometa. Rooney je znan po svoji izjemni prilagodljivosti, saj lahko igra na položaju osrednjega napadalca, ofenzivnega vezista, krilnega igralca in tudi na tako imenovani poziciji "playmakerja". V mladih letih se je uveljavil kot ofenzivni vezist, nato pa je v Manchestru prevzel vlogo napadalca. V sezoni 2014/15 pa ga je Louis van Gaal postavil na mesto ofenzivnega vezista.